# Apremont-sur-Allier
Apremont-sur-Allier è un comune francese di 75 abitanti situato nel dipartimento del Cher, nella regione del Centro-Valle della Loira.

## Società

### Evoluzione demografica
Abitanti censiti